# 丹尼爾·麥克肯澤 (賽車手)
丹尼爾·麥克肯澤（Daniel McKenzie，1988年10月24日—）是一名來自英格蘭的英國專業賽車手。

## 職業

### 雷諾方程式2.0
2008年，麥克肯澤晉身雷諾方程式，於雷諾方程式2.0歐洲盃及雷諾方程式2.0西歐盃中出賽。在歐洲盃中，他無法取得任何分數，只在銀石賽道中得到第14名的最佳成績，而於西歐盃中，他在埃斯托里爾賽道取得1分，最後獲第23名。

## 外部連結
- 官方网站
- 丹尼爾·麥克肯澤 在DriverDB.com上的职业生涯数据（英文）
- 丹尼爾·麥克肯澤的X（前Twitter）

| 體育角色         | 體育角色                        | 體育角色               |
| ---------------- | ------------------------------- | ---------------------- |
| 前任： 傑·柏瑞哲 | 國家級 英國三級方程式 冠軍 2009 | 繼任： Menasheh Idafar |